# 謝里登 (密蘇里州)
謝里登（英語：Sheridan）是位於美國密蘇里州沃思縣的城市。

## 人口
根據2020年美國人口普查的數據，謝里登的面積為0.50平方千米，皆為陸地。當地共有人口145人，而人口密度為每平方千米290人。